# Pharkian
Pharkian är en ort i Indien.   Den ligger i unionsterritoriet Jammu och Kashmir, i den norra delen av landet, 700 km norr om huvudstaden New Delhi. Pharkian ligger 2 987 meter över havet och antalet invånare är 500.
Terrängen runt Pharkian är bergig norrut, men söderut är den kuperad. Runt Pharkian är det tätbefolkat, med 266 invånare per kvadratkilometer. Det finns inga andra samhällen i närheten. I omgivningarna runt Pharkian växer i huvudsak blandskog.